# غريغ هيفلي
جريجوري «جريج» هافيلي (بالإنجليزية: Gregory "Greg" Heffley)‏ بطل رواية الرئيسي للكتاب الخيال الواقعي في سلسلة كتب « مذكرات طالب » من إنشاء الرسام الكاريكاتيري الأمريكي جيف كيني.